# Pathos tour live
《pathos tour live》는 엠씨 더 맥스의 스페셜 음반이다.
Pathos tour live는 지난 2016년 1월 선보였던 8집 앨범 '파토스(pathos)'의 발매를 기념한 전국 투어 콘서트 실황을 담은 앨범으로서 그 감동을 고스란히 전해줄 이번 라이브 앨범에는 이수(보컬)와 제이윤(베이스)이 참여한 두 곡의 신곡도 담겨있다.
이번 라이브 앨범은 'Pathos Tour'를 함께했던 수많은 관객들에게 추억과 감동을 선사하고 미처 관람하지 못 했던 팬들에게 역시 생동감 있는 현장의 분위기를 고스란히 전달하기 위해 기획되었으며 8집의 수록 곡을 비롯, 그동안 수많은 사랑을 받아온 엠씨더맥스(M.C the Max)의 히트 넘버가 다수 수록되어 있다.

## 곡
1. 그대 그대 그대
<Lyrics by 이수, IRO, 김기현 Composed by 이수, IRO, 김기현 Arranged by IRO, 심태현>
2. 미움받을 용기
<Lyrics 이수 Composed by 제이윤 Arranged by 제이윤>
3. Pathos (2016 Live Ver)
<Composed by 송양하, 김재현 Arranged by 송양하, 김재현>
4. 어디에도 (2016 Live Ver)
<Lyrics by 이수, 송양하 Composed by 이수, 송양하, 김재현 Arranged by 송양하, 김재현>
5. 그때 우리 (2016 Live Ver)
<Lyrics by 이수, 송양하 Composed by 송양하 Arranged by 송양하, 김재현>
6. 아스라이 (2016 Live Ver)
<Lyrics by 이수 Composed by 이수 Arranged by 이수>
7. pale blue note (2016 Live Ver)
<Lyrics by 이수 Composed by 박성일(copykumo) Arranged by 박성일(copykumo), 엉클샘(허핑식)>
8. Someday (2016 Live Ver)
<Lyrics by CROM Composed by 임형빈 Arranged by CROM, 임형빈>
9. 모래시계 (2016 Live Ver)
<Lyrics by 이원석 Composed by 표건수 Arranged by 표건수>
10. 이 밤이 지나기 전에 (2016 Live Ver)
<Lyrics by 이수 Composed by 이수 Arranged by 이수>
11. anepigraphe (2016 Live Ver)
<Lyrics by 이수 Composed by 이수 Arranged by 이수>
12. You are my sunshine (2016 Live Ver)
<Lyrics by 표건수 Composed by 표건수 Arranged by 표건수>
13. Returns (2016 Live Ver)
<Lyrics by 안성일 Composed by 임형빈 Arranged by 임형빈>
14. 난 그래 (2016 Live Ver)
<Lyrics by 제이윤 Composed by 제이윤 Arranged by 제이윤>